# Torneo Apertura 2013 Liga de Ascenso
El Torneo Apertura 2013 del Ascenso MX fue el 37.° torneo de la Liga de Ascenso de México. Contó con la participación de 15 equipos, al término del Clausura 2014 sí hubo descenso a la Segunda División, y en cada jornada del torneo uno de los clubes participantes descansó. El campeón de este torneo, Leones Negros, se enfrentó al campeón del Torneo Clausura 2014, Estudiantes, en la final por el ascenso.

## Cambios
- Querétaro descendió la temporada 2012-13. Sin embargo, permaneció en Primera al comprar la franquicia de Chiapas Fútbol Club. Asimismo,  San Luis FC trasladó su franquicia a Chiapas y se convirtió en Chiapas Fútbol Club.

- El equipo ascendido de  La Piedad solicitó un cambio de franquicia y se trasladó a Veracruz convirtiéndose en los Tiburones Rojos de Veracruz.

- Irapuato FC trasladó su franquicia a Morelos para convertirse en Zacatepec 1948.

- Neza FC se convirtió en Delfines Fútbol Club y trasladó su franquicia a Ciudad del Carmen, Campeche.

- La franquicia del  Ascenso MX de Veracruz se trasladó a San Luis Potosí para convertirse en el Atlético San Luis.

- Pumas Morelos descendió a la Segunda División de México.

- Ballenas Galeana ascendió de la Segunda División de México.

- Se oficializó el ascenso de Alebrijes de Oaxaca que antes era Grupo Tecamachalco.

 En negritas se encuentran resaltados los clubes recién llegados a la Liga de Ascenso Torneo Apertura 2013.

## Sistema de competición
El sistema de calificación de este torneo es el mismo del Torneo Clausura 2013. Este se desarrolla en dos fases:
- Fase de calificación: que se integra por las 14 jornadas del torneo.
- Fase final: que se integra por los partidos de ida y vuelta en rondas de cuartos de final, de semifinal y final.

### Fase de calificación
En la fase de calificación participan los 15 clubes de la Liga de Ascenso de México jugando todos contra todos durante las 14 jornadas respectivas, a un solo partido. Se obtienen 3 puntos por juego ganado, y 1 por juego empatado.
El orden de los clubes al final de la fase de calificación del torneo corresponde a la suma de los puntos obtenidos por cada uno de ellos y se presenta en forma descendente. Si al finalizar las 14 jornadas del torneo, dos o más clubes empatan en puntos, su posición en la tabla general sería determinada atendiendo a los siguientes criterios de desempate:
1. Mejor diferencia entre los goles anotados y recibidos.
2. Mayor número de goles anotados.
3. Marcadores particulares entre los clubes empatados.
4. Mayor número de goles anotados como visitante.
5. Sorteo.

### Fase final
Los siete primeros equipos de la tabla general son los calificados para la fase final del torneo. Los partidos correspondientes a la fase final se desarrollan a visita recíproca y los equipos mejor ubicados recibieron el partido de vuelta, en las siguientes etapas:
- Cuartos de final
- Semifinales
- Final

En esta fase, en caso de empate en el marcador global (resultado de los partidos de ida y de vuelta), el primer criterio para desempatar será el gol de visitante, es decir, el equipo que haya anotado más goles como visitante sería el que avance a la siguiente fase. El segundo criterio de desempate es la posición en la tabla, es decir, en caso de empate global y que no haya diferencia alguna en los goles de visitante, el equipo mejor ubicado en la tabla general de la fase de calificación sería el que avanzara a la siguiente fase. En la final, en caso de empate en el marcador global, se añadirían dos periodos de 15 minutos y, en caso de mantenerse la igualdad, se procedería a los tiros penales.

## Equipos por Entidad Federativa
Para este torneo habrá participación de 15 equipos.
| Dorados Altamira Delfines del Carmen Correcaminos Celaya Necaxa Atlético San Luis Mérida Cruz Azul Hidalgo Leones Negros Estudiantes Lobos BUAP Oaxaca Zacatepec Ballenas Galeana |

| Entidad federativa | N.º | Equipos                      |
| ------------------ | --- | ---------------------------- |
| Jalisco            | 2   | Leones Negros y Estudiantes  |
| Morelos            | 2   | Zacatepec y Ballenas Galeana |
| Tamaulipas         | 2   | Correcaminos y Altamira      |
| Sinaloa            | 1   | Dorados                      |
| Aguascalientes     | 1   | Necaxa                       |
| Campeche           | 1   | Delfines del Carmen          |
| Guanajuato         | 1   | Celaya                       |
| Hidalgo            | 1   | Cruz Azul Hidalgo            |
| Oaxaca             | 1   | Oaxaca                       |
| Puebla             | 1   | Lobos de la BUAP             |
| San Luis Potosí    | 1   | Atlético San Luis            |
| Yucatán            | 1   | Mérida                       |

### Equipos, entrenadores y estadios
| Club                                      | Sede                                  | Entrenador Actual   | Estadio                 | Capacidad | Marca         | Canal TV     |
| ----------------------------------------- | ------------------------------------- | ------------------- | ----------------------- | --------- | ------------- | ------------ |
| Altamira                                  | Altamira, Tamaulipas                  | Mario García        | Altamira                | 13 500    | Lotto         | SKY          |
| Atlético San Luis                         | San Luis Potosí, San Luis Potosí      | Miguel Fuentes      | Alfonso Lastras         | 30 000    | Kappa         | SKY          |
| Celaya                                    | Celaya, Guanajuato                    | Marco de Almeida    | Miguel Alemán Valdés    | 32 300    | Keuka         | SKY          |
| Correcaminos UAT                          | Ciudad Victoria, Tamaulipas           | Joaquín del Olmo    | Marte R. Gómez          | 18 000    | Atlética      | SKY          |
| Cruz Azul Hidalgo                         | Ciudad Cooperativa Cruz Azul, Hidalgo | Juan Reynoso Guzmán | 10 de diciembre         | 17 000    | Umbro         | TVC Deportes |
| Delfines                                  | Ciudad del Carmen, Campeche           | José Marroquín      | Estadio del Mar         | 28 000    | Nike          | TVC Deportes |
| Dorados                                   | Culiacán, Sinaloa                     | Francisco Ramírez   | Banorte                 | 23 000    | Lotto         | Coppel       |
| Estudiantes                               | Zapopan, Jalisco                      | Pako Ayestarán      | Tres de Marzo           | 25 000    | Pirma         | ESPN 2       |
| Galeana Morelos                           | Cuernavaca, Morelos **                | Enrique López Zarza | Centenario **           | 14 800    | Joma          | Fox Sports 2 |
| Lobos BUAP                                | Puebla, Puebla                        | Héctor Medrano      | Olímpico de la BUAP     | 21 750    | Keuka         | UTDN         |
| Mérida                                    | Mérida, Yucatán                       | Ricardo Valiño      | Carlos Iturralde Rivero | 21 000    | Lotto         | SKY          |
| Necaxa                                    | Aguascalientes, Aguascalientes        | Jaime Ordiales      | Victoria                | 25 494    | Pirma         | SKY          |
| Oaxaca                                    | Oaxaca, Oaxaca                        | Ricardo Rayas       | Benito Juárez           | 12 000    | Lotto         | UTDN         |
| U. de G.                                  | Guadalajara, Jalisco                  | Alfonso Sosa        | Jalisco                 | 60 000    | Lotto         | TVC Deportes |
| Zacatepec                                 | Zacatepec, Morelos                    | Guillermo Huerta    | Agustín Coruco Díaz *** | 18 000    | Silver Sports | UTDN         |
| Datos actualizados al 27 de mayo de 2013. |                                       |                     |                         |           |               |              |

## Ascensos y descensos
| Pos | Equipos ascendidos al Ascenso MX |
| --- | -------------------------------- |
| 6º  | Ballenas Galeana                 |
| F   | Alebrijes de Oaxaca              |

| Pos | Equipos descendidos a la Segunda División de México |
| --- | --------------------------------------------------- |
| 11º | Pumas Morelos                                       |

| Pos | Equipos ascendidos a la Liga Bancomer MX                     |
| --- | ------------------------------------------------------------ |
| F   | La Piedad Cambió de sede y nombre y se convirtió en Veracruz |

| Pos | Equipos descendidos al Ascenso MX |
| --- | --------------------------------- |
| F   | Técnicamente no hubo              |

- +Las franquicias de Atlético San Luis y San Luis Fútbol Club son completamente ajenas, por lo tanto técnicamente no hubo descenso.
- Debido a que había descendido, Querétaro adquirió la franquicia de Chiapas, se quedó en Primera División como Querétaro FC y por tanto, no descendió.
- Se oficializó el Ascenso de Alebrijes de Oaxaca, como antes era Tecamachalco, había ascendido a Ascenso MX, hace 1 año, pero por no cumplir con los requerimentos, no lo hizo.
- Tiburones Rojos de Veracruz de Ascenso MX cambió de plaza y nombre a Atlético San Luis
- El equipo CD Irapuato cambió de plaza y nombre a Club Zacatepec
- El descendido Pumas Morelos cambió de plaza y pasó a ser Atlético Coatzacoalcos.

### Cambios de entrenadores
| Equipo            | Entrenador (jornadas)                                             |
| ----------------- | ----------------------------------------------------------------- |
| Estudiantes Tecos | Manuel Vidrio (1-5) Fernando Gutiérrez (6-7)* Pako Ayestarán (9-) |
| Lobos BUAP        | Gustavo Moscoso (1-6) Héctor Medrano (7-)                         |
| Necaxa            | Jaime Ordiales (1-6) Armando González (7-)*                       |

- * Interino

## Torneo Regular
- Los horarios son correspondientes al Tiempo del Centro de México (UTC-6 y UTC-5 en horario de verano).

| Local                         | Resultado | Visitante         | Estadio                    | Fecha             | Canal TV     |
| Lobos BUAP                    | 1:0 (0:0) | Zacatepec         | Universitario BUAP         | 19 de julio 18:00 | UTDN         |
| Delfines                      | 0:1 (0:0) | Mérida            | Unidad Deportiva Campus II | 19 de julio 20:00 | TVC Deportes |
| Correcaminos UAT              | 4:2 (2:0) | Celaya            | Marte R. Gómez             | 19 de julio 20:30 | SKY          |
| Leones Negros                 | 0:0 (0:0) | Estudiantes       | Jalisco                    | 19 de julio 20:30 | TVC Deportes |
| Ballenas Galeana              | 0:1 (0:1) | Cruz Azul Hidalgo | Centenario                 | 20 de julio 18:00 | TVC Deportes |
| Oaxaca                        | 2:2 (2:2) | Atlético San Luis | Benito Juárez (Oaxaca)     | 20 de julio 19:00 | UTDN         |
| Altamira                      | 1:3 (0:2) | Necaxa            | Altamira                   | 20 de julio 20:00 | SKY          |
| Descansa el equipo de Dorados |           |                   |                            |                   |              |

| Local                           | Resultado | Visitante        | Estadio                 | Fecha                   | Canal TV     |
| Estudiantes                     | 1:1 (0:0) | Oaxaca           | Tres de Marzo           | 26 de julio 19:30       | ESPN 2       |
| Atlético San Luis               | 2:2 (0:0) | Altamira         | Alfonso Lastras         | 26 de julio 20:00       | SKY          |
| Necaxa                          | 3:0 (3:0) | Lobos BUAP       | Victoria                | 26 de julio 20:00       | SKY          |
| Dorados                         | 1:1 (0:0) | Ballenas Galeana | Banorte                 | 27 de julio 19:00 UTC-6 | UTDN         |
| Mérida                          | 0:2 (0:1) | Leones Negros    | Carlos Iturralde Rivero | 27 de julio 18:00       | SKY          |
| Celaya                          | 1:1 (0:1) | Delfines         | Miguel Alemán Valdés    | 27 de julio 20:00       | SKY          |
| Cruz Azul Hidalgo               | 1:2 (0:0) | Correcaminos UAT | 10 de diciembre         | 28 de julio 12:00       | TVC Deportes |
| Descansa el equipo de Zacatepec |           |                  |                         |                         |              |

| Local                                  | Resultado | Visitante         | Estadio                    | Fecha             | Canal TV     |
| Lobos BUAP                             | 1:0 (1:0) | Atlético San Luis | Olímpico de la BUAP        | 2 de agosto 18:00 | UTDN         |
| Delfines                               | 3:0 (2:0) | Cruz Azul Hidalgo | Unidad Deportiva Campus II | 2 de agosto 20:00 | TVC Deportes |
| Correcaminos UAT                       | 1:2 (0:0) | Dorados           | Marte R. Gómez             | 2 de agosto 20:30 | SKY          |
| Leones Negros                          | 2:0 (2:0) | Celaya            | Jalisco                    | 2 de agosto 20:30 | TVC Deportes |
| Zacatepec                              | 1:2 (1:0) | Necaxa            | Agustín Coruco Díaz        | 3 de agosto 19:00 | UTDN         |
| Oaxaca                                 | 2:0 (1:0) | Mérida            | Benito Juárez (Oaxaca)     | 3 de agosto 17:00 | UTDN         |
| Altamira                               | 3:2 (0:2) | Estudiantes       | Altamira                   | 3 de agosto 20:00 | SKY          |
| Descansa el equipo de Ballenas Galeana |           |                   |                            |                   |              |

| Local                        | Resultado | Visitante        | Estadio                 | Fecha                    | Canal TV     |
| Estudiantes Tecos            | 2:0 (0:0) | Lobos BUAP       | Tres de Marzo           | 9 de agosto 19:30        | ESPN 2       |
| Atlético San Luis            | 1:0 (1:0) | Zacatepec        | Alfonso Lastras         | 9 de agosto 20:00        | SKY          |
| Ballenas Galeana             | 3:2 (0:1) | Correcaminos UAT | Centenario              | 10 de agosto 18:00       | TVC Deportes |
| Dorados                      | 1:1 (0:0) | Delfines         | Banorte                 | 10 de agosto 19:00 UTC-6 | UTDN         |
| Mérida                       | 3:1 (0:0) | Altamira         | Carlos Iturralde Rivero | 10 de agosto 18:00       | SKY          |
| Celaya                       | 1:3 (0:2) | Oaxaca           | Miguel Alemán Valdés    | 10 de agosto 20:00       | SKY          |
| Cruz Azul Hidalgo            | 2:0 (1:0) | Leones Negros    | 10 de diciembre         | 11 de agosto 12:00       | TVC Deportes |
| Descansa el equipo de Necaxa |           |                  |                         |                          |              |

| Local                                  | Resultado | Visitante         | Estadio                    | Fecha              | Canal TV     |
| Lobos BUAP                             | 0:2 (0:2) | Mérida            | Universitario BUAP         | 16 de agosto 18:00 | UTDN         |
| Necaxa                                 | 0:0 (0:0) | Atlético San Luis | Victoria                   | 16 de agosto 20:00 | SKY          |
| Delfines                               | 3:1 (0:1) | Ballenas Galeana  | Unidad Deportiva Campus II | 16 de agosto 20:00 | TVC Deportes |
| Leones Negros                          | 2:1 (0:0) | Dorados           | Jalisco                    | 16 de agosto 20:30 | TVC Deportes |
| Zacatepec                              | 3:1 (1:0) | Estudiantes       | Agustín Coruco Díaz        | 17 de agosto 19:00 | UTDN         |
| Altamira                               | 3:1 (2:0) | Celaya            | Altamira                   | 17 de agosto 20:00 | SKY          |
| Oaxaca                                 | 2:1 (1:1) | Cruz Azul Hidalgo | Benito Juárez (Oaxaca)     | 17 de agosto 17:00 | UTDN         |
| Descansa el equipo de Correcaminos UAT |           |                   |                            |                    |              |

| Local                               | Resultado | Visitante     | Estadio                 | Fecha                    | Canal TV     |
| Estudiantes                         | 1:1 (1:1) | Necaxa        | Tres de Marzo           | 23 de agosto 19:30       | ESPN 2       |
| Correcaminos UAT                    | 1:0 (1:0) | Delfines      | Marte R. Gómez          | 23 de agosto 20:30       | SKY          |
| Cruz Azul Hidalgo                   | 3:3 (0:1) | Altamira      | 10 de diciembre         | 24 de agosto 16:00       | TVC Deportes |
| Ballenas Galeana                    | 1:1 (0:0) | Leones Negros | Centenario              | 24 de agosto 18:00       | Fox Sports 2 |
| Mérida                              | 2:0 (1:0) | Zacatepec     | Carlos Iturralde Rivero | 24 de agosto 18:00       | SKY          |
| Dorados                             | 1:1 (0:0) | Oaxaca        | Banorte                 | 24 de agosto 19:00 UTC-6 | UTDN         |
| Celaya                              | 1:0 (0:0) | Lobos BUAP    | Miguel Alemán Valdés    | 24 de agosto 20:00       | SKY          |
| Descansa el equipo de Atl. San Luis |           |               |                         |                          |              |

| Local                          | Resultado | Visitante         | Estadio                | Fecha              | Canal TV     |
| Lobos BUAP                     | 1:1 (1:0) | Cruz Azul Hidalgo | Universitario BUAP     | 30 de agosto 18:00 | UTDN         |
| Atlético San Luis              | 2:1 (1:0) | Estudiantes       | Alfonso Lastras        | 30 de agosto 20:00 | SKY          |
| Necaxa                         | 1:1 (0:1) | Mérida            | Victoria               | 30 de agosto 20:00 | SKY          |
| Leones Negros                  | 1:2 (0:1) | Correcaminos UAT  | Jalisco                | 30 de agosto 20:30 | TVC Deportes |
| Oaxaca                         | 4:1 (1:1) | Ballenas Galeana  | Benito Juárez (Oaxaca) | 31 de agosto 17:00 | UTDN         |
| Zacatepec                      | 1:4 (1:1) | Celaya            | Agustín Coruco Díaz    | 31 de agosto 19:00 | UTDN         |
| Altamira                       | 0:0       | Dorados           | Altamira               | 31 de agosto 20:00 | SKY          |
| Descansa el equipo de Delfines |           |                   |                        |                    |              |

| Local                             | Resultado | Visitante         | Estadio                    | Fecha                        | Canal TV     |
| Delfines                          | 5:0 (4:0) | Leones Negros     | Unidad Deportiva Campus II | 13 de septiembre 20:00       | TVC Deportes |
| Correcaminos UAT                  | 3:1 (1:0) | Oaxaca            | Marte R. Gómez             | 13 de septiembre 20:30       | SKY          |
| Ballenas Galeana                  | 2:1 (1:0) | Altamira          | Centenario                 | 14 de septiembre 18:00       | Fox Sports 2 |
| Mérida                            | 1:2 (0:0) | Atlético San Luis | Carlos Iturralde Rivero    | 14 de septiembre 18:00       | SKY          |
| Dorados                           | 2:0 (2:0) | Lobos BUAP        | Banorte                    | 14 de septiembre 19:00 UTC-6 | UTDN         |
| Celaya                            | 2:1 (0:0) | Necaxa            | Miguel Alemán Valdés       | 14 de septiembre 20:00       | SKY          |
| Cruz Azul Hidalgo                 | 2:0       | Zacatepec         | 10 de diciembre            | 15 de septiembre 12:00       | TVC Deportes |
| Descansa el equipo de Estudiantes |           |                   |                            |                              |              |

| Local                               | Resultado | Visitante         | Estadio                | Fecha                  | Canal TV |
| Lobos BUAP                          | 1-0       | Ballenas Galeana  | Universitario BUAP     | 20 de septiembre 18:00 | UTDN     |
| Estudiantes                         | 2-2       | Merida            | Tres de Marzo          | 20 de septiembre 19:30 | ESPN 2   |
| Atlético San Luis                   | 1-1       | Celaya            | Alfonso Lastras        | 20 de septiembre 20:00 | SKY      |
| Necaxa                              | 2-0       | Cruz Azul Hidalgo | Victoria               | 20 de septiembre 20:00 | SKY      |
| Oaxaca                              | 1-1       | Delfines          | Benito Juárez (Oaxaca) | 21 de septiembre 17:00 | UTDN     |
| Zacatepec                           | 0-0       | Dorados           | Agustín Coruco Díaz    | 21 de septiembre 19:00 | UTDN     |
| Altamira                            | 1-0       | Correcaminos UAT  | Altamira               | 21 de septiembre 20:00 | SKY      |
| Descansa el equipo de Leones Negros |           |                   |                        |                        |          |

| Local                           | Resultado | Visitante         | Estadio                    | Fecha                        | Canal TV     |
| Delfines                        | 1-0       | Altamira          | Unidad Deportiva Campus II | 27 de septiembre 20:00       | TVC Deportes |
| Correcaminos UAT                | 0-0       | Lobos BUAP        | Marte R. Gómez             | 27 de septiembre 20:30       | SKY          |
| Leones Negros                   | 1-0       | Oaxaca            | Jalisco                    | 27 de septiembre 20:30       | TVC Deportes |
| Ballenas Galeana                | 2-2       | Zacatepec         | Centenario                 | 28 de septiembre 18:00       | Fox Sports 2 |
| Dorados                         | 3-0       | Necaxa            | Banorte                    | 28 de septiembre 19:00 UTC-6 | UTDN         |
| Celaya                          | 0-0       | Estudiantes       | Miguel Alemán Valdés       | 28 de septiembre 20:00       | SKY          |
| Cruz Azul Hidalgo               | 1-2       | Atlético San Luis | 10 de diciembre            | 29 de septiembre 12:00       | TVC Deportes |
| Descansa el equipo de Merida FC |           |                   |                            |                              |              |

| Local             | Resultado | Visitante         | Estadio                         | Fecha              | Canal TV      |
| Lobos BUAP        | 2:0       | Delfines FC       | Estadio Olímpico de la BUAP     | 4 de octubre 18:00 | Univision TDN |
| Estudiantes Tecos | 1:1       | Cruz Azul Hidalgo | Estadio 3 de Marzo              | 4 de octubre 19:30 | ESPN 2        |
| Atlético San Luis | 1:1       | Dorados           | Estadio Alfonso Lastras         | 4 de octubre 20:00 | SKY           |
| Necaxa            | 1:0       | Ballenas Galeana  | Victoria                        | 4 de octubre 20:00 | SKY           |
| Mérida            | 3:0       | Celaya            | Estadio Carlos Iturralde Rivero | 5 de octubre 18:00 | SKY           |
| Zacatepec         | 0:2       | Correcaminos      | Estadio Centenario              | 5 de octubre 19:00 | Univision TDN |
| Altamira          | 5:2       | Leones Negros     | Estadio Altamira                | 5 de octubre 20:00 | SKY           |
| Descansa          |           | Alebrijes         |                                 |                    |               |

| Local               | Resultado | Visitante         | Estadio                 | Fecha                  | Canal TV      |
| Delfines FC         | 2:0       | Zacatepec         | Estadio UNCAR           | 18 de octubre 18:00    | TVC Deportes  |
| Correcaminos        | 2:2       | Necaxa            |                         | 18 de octubre 19:30    | SKY           |
| Leones Negros       | 3:1       | Lobos BUAP        | Estadio Jalisco         | 18 de octubre 20:00    | TVC Deportes  |
| Alebrijes de Oaxaca | 5:1       | Altamira          | Estadio Benito Juárez   | 19 de octubre 17:00    | Univision TDN |
| Ballenas Galeana    | 1:1       | Atlético San Luis | Estadio Centenario      | 19 de octubre 18:00    | TVC Deportes  |
| Dorados             | 0:0       | Estudiantes Tecos | Estadio Banorte         | 19 de octubre 21:00 HC | Univision TDN |
| Cruz Azul Hidalgo   | 0:0       | Mérida            | Estadio 10 de diciembre | 20 de octubre 20:00    | SKY           |
| Descansa            |           | Celaya            |                         |                        |               |

| Local                             | Resultado | Visitante         | Estadio             | Fecha               | Canal TV     |
| Estudiantes Tecos                 | 5-0       | Ballenas Galeana  | Tres de Marzo       | 25 de octubre 21:00 | ESPN         |
| Atlético San Luis                 | 1-1       | Correcaminos UAT  | Alfonso Lastras     | 26 de octubre 17:00 |              |
| Necaxa                            | 3-0       | Delfines          | Estadio Victoria    | 26 de octubre 19:00 | SKY          |
| Lobos BUAP                        | 0-2       | Oaxaca            | Olímpico de la BUAP | 26 de octubre 21:00 | TVC Deportes |
| Mérida FC                         | 1-1       | Dorados           | Carlos Iturralde    | 27 de octubre 12:00 | TDN          |
| Zacatepec                         | 0-1       | U. de G.          | Agustín Coruco Díaz | 28 de octubre 14:00 |              |
| Celaya                            | 2-2       | Cruz Azul Hidalgo | Miguel Alemán       | 27 de octubre 16:00 | Fox Sports   |
| Descansa el equipo de Altamira FC |           |                   |                     |                     |              |

| Local                                   | Resultado | Visitante         | Estadio                | Fecha                | Canal TV     |
| Delfines                                | 3-0       | Atl. San Luis     | Estadio UNCAR          | 1 de noviembre       |              |
| Correcaminos                            | 3-4       | Estudiantes Tecos | Estadio Marte R. Gómez | 1 de noviembre       | TDN          |
| U. DE G.                                | 4-0       | Necaxa FC         | Estadio Jalisco        | 1 de noviembre       | TVC Deportes |
| Alebrijes                               | 4-2       | Zacatepec         | Benito Juárez          | 2 de noviembre       | SKY          |
| Ballenas Galeana                        | 0-4       | Mérida            | Centenario             | 2 de noviembre       |              |
| Altamira                                | 1-2       | Lobos BUAP        | Altamira               | 3 de noviembre 12:00 | UDN          |
| Dorados                                 | 2-2       | Celaya            | Banorte                | 3 de noviembre 16:00 | TDN          |
| Descansa el equipo de Cruz Azul Hidalgo |           |                   |                        |                      |              |

| Local                            | Resultado | Visitante        | Estadio             | Fecha                | Canal TV |
| Estudiantes                      | 1-4       | Delfines         | Tres de Marzo       | 8 de noviembre       |          |
| Atl. San Luis                    | 4-2       | U. de G.         | Alfonso Lastras     | 8 de noviembre       |          |
| Necaxa                           | 2-0       | Oaxaca           | Victoria            | 8 de noviembre       |          |
| Mérida FC                        | 2-2       | Correcaminos     | Carlos Iturralde    | 9 de noviembre 17:00 | TDN      |
| Zacatepec 1948                   | 0-4       | Altamira         | Agustín Coruco Díaz | 9 de noviembre       |          |
| Celaya                           | 1-2       | Ballenas Galeana | Miguel Alemán       | 9 de noviembre       |          |
| Cruz Azul Hidalgo                | 1-0       | Dorados          | 10 de diciembre     | 10 de noviembre      |          |
| Descansa el equipo de Lobos BUAP |           |                  |                     |                      |          |

## Tabla general
| Pos. | Equipo               | Pts. | PJ | G | E | P  | GF | GC | Dif. | Clasificación                   |
| ---- | -------------------- | ---- | -- | - | - | -- | -- | -- | ---- | ------------------------------- |
| 1    | Oaxaca               | 25   | 14 | 7 | 4 | 3  | 28 | 17 | +11  | Semifinales de la liguilla      |
| 2    | Necaxa               | 25   | 14 | 7 | 4 | 3  | 21 | 15 | +6   | Cuartos de final de la liguilla |
| 3    | Delfines             | 24   | 14 | 7 | 3 | 4  | 24 | 12 | +12  | Cuartos de final de la liguilla |
| 4    | Mérida               | 23   | 14 | 6 | 5 | 3  | 22 | 13 | +9   | Cuartos de final de la liguilla |
| 5    | Leones Negros (C)    | 23   | 14 | 7 | 2 | 5  | 21 | 21 | 0    | Cuartos de final de la liguilla |
| 6    | Correcaminos UAT     | 22   | 14 | 6 | 4 | 4  | 25 | 20 | +5   | Cuartos de final de la liguilla |
| 7    | Atlético de San Luis | 22   | 14 | 5 | 7 | 2  | 19 | 17 | +2   | Cuartos de final de la liguilla |
| 8    | Dorados              | 18   | 14 | 3 | 9 | 2  | 15 | 11 | +4   |                                 |
| 9    | Altamira             | 18   | 14 | 5 | 3 | 6  | 26 | 26 | 0    |                                 |
| 10   | Cruz Azul Hidalgo    | 17   | 14 | 4 | 5 | 5  | 16 | 18 | −2   |                                 |
| 11   | Lobos BUAP           | 17   | 14 | 5 | 2 | 7  | 9  | 17 | −8   |                                 |
| 12   | Estudiantes          | 16   | 14 | 3 | 7 | 4  | 21 | 20 | +1   |                                 |
| 13   | Celaya               | 14   | 14 | 3 | 5 | 6  | 18 | 25 | −7   |                                 |
| 14   | Ballenas Galeana     | 13   | 14 | 3 | 4 | 7  | 14 | 28 | −14  |                                 |
| 15   | Zacatepec            | 5    | 14 | 1 | 2 | 11 | 9  | 28 | −19  |                                 |

 Fuente: [cita requerida]

## Evolución de la clasificación
| Equipo / Jornada           | 01 | 02 | 03 | 04 | 05 | 06 | 07 | 08 | 09 | 10 | 11 | 12 | 13 | 14 | 15 |
| -------------------------- | -- | -- | -- | -- | -- | -- | -- | -- | -- | -- | -- | -- | -- | -- | -- |
| Oaxaca                     | 7  | 8  | 5  | 2  | 1  | 1  | 1  | 1  | 1  | 1  | 5  | 2  | 1  | 1  | 1  |
| Necaxa                     | 2  | 1  | 1  | 1  | 2  | 3  | 3  | 4  | 2  | 5  | 2  | 3  | 2  | 4  | 2  |
| Delfines                   | 12 | 12 | 6  | 8  | 5  | 6  | 8  | 6  | 6  | 4  | 6  | 4  | 7  | 5  | 3  |
| Mérida                     | 5  | 5  | 10 | 6  | 4  | 2  | 2  | 3  | 4  | 7  | 3  | 5  | 5  | 3  | 4  |
| Universidad de Guadalajara | 9  | 3  | 2  | 3  | 3  | 4  | 5  | 8  | 11 | 8  | 9  | 7  | 4  | 2  | 5  |
| Correcaminos UAT           | 1  | 2  | 3  | 4  | 7  | 5  | 4  | 2  | 3  | 2  | 1  | 1  | 3  | 6  | 6  |
| Atl. San Luis              | 6  | 7  | 11 | 11 | 8  | 10 | 6  | 5  | 5  | 3  | 4  | 6  | 6  | 7  | 7  |
| Altamira                   | 15 | 13 | 8  | 13 | 6  | 7  | 7  | 11 | 7  | 9  | 8  | 9  | 9  | 10 | 8  |
| Dorados                    | 10 | 10 | 7  | 10 | 11 | 9  | 10 | 9  | 8  | 6  | 7  | 8  | 8  | 8  | 9  |
| Cruz Azul (Hidalgo)        | 3  | 4  | 9  | 5  | 9  | 8  | 9  | 7  | 9  | 11 | 11 | 11 | 10 | 11 | 10 |
| Estudiantes                | 8  | 9  | 12 | 9  | 12 | 11 | 13 | 14 | 14 | 14 | 13 | 13 | 12 | 9  | 11 |
| Lobos BUAP                 | 4  | 6  | 4  | 7  | 10 | 12 | 12 | 13 | 12 | 12 | 10 | 10 | 11 | 12 | 12 |
| Celaya                     | 14 | 14 | 14 | 14 | 15 | 14 | 11 | 10 | 10 | 10 | 12 | 12 | 13 | 13 | 13 |
| Galeana                    | 11 | 11 | 13 | 12 | 13 | 13 | 14 | 12 | 13 | 13 | 14 | 14 | 14 | 14 | 14 |
| Zacatepec                  | 13 | 15 | 15 | 15 | 14 | 15 | 15 | 15 | 15 | 15 | 15 | 15 | 15 | 15 | 15 |

## Tabla de Cocientes
| Posición | Equipo                     | A-11 | C-12 | A-12 | C-13 | A-13 | Puntos | Juegos | Cociente |
| -------- | -------------------------- | ---- | ---- | ---- | ---- | ---- | ------ | ------ | -------- |
| 1        | Oaxaca                     |      |      |      |      | 25   | 25     | 14     | 1.7857   |
| 2        | Necaxa                     | 20   | 27   | 31   | 21   | 25   | 124    | 70     | 1.7714   |
| 3        | Delfines                   | 23   | 24   | 24   | 20   | 24   | 115    | 70     | 1.6429   |
| 4        | Correcaminos UAT           | 24   | 19   | 18   | 26   | 22   | 109    | 70     | 1.5571   |
| 5        | Lobos BUAP                 | 18   | 20   | 23   | 25   | 17   | 103    | 70     | 1.4714   |
| 6        | Mérida                     | 12   | 28   | 23   | 13   | 23   | 99     | 70     | 1.4143   |
| 7        | Universidad de Guadalajara | 12   | 20   | 12   | 30   | 23   | 97     | 70     | 1.3857   |
| 8        | Estudiantes                |      |      | 23   | 19   | 16   | 58     | 42     | 1.3810   |
| 9        | Atlético San Luis          | 22   | 12   | 14   | 25   | 22   | 95     | 70     | 1.3571   |
| 10       | Dorados                    | 14   | 14   | 22   | 19   | 18   | 87     | 70     | 1.2429   |
| 11       | Celaya                     | 15   | 19   | 16   | 20   | 14   | 84     | 70     | 1.2000   |
| 12       | Altamira                   | 19   | 13   | 14   | 18   | 18   | 82     | 70     | 1.1714   |
| 13       | Cruz Azul (Hidalgo)        | 12   | 10   | 17   | 12   | 17   | 68     | 70     | 0.9714   |
| 14       | Ballenas Galeana           |      |      |      |      | 13   | 13     | 14     | 0.9286   |
| 15       | Zacatepec                  | 20   | 16   | 16   | 7    | 5    | 64     | 70     | 0.9143   |

     Zona de descenso.

## Estadísticas

### Máximos goleadores
| Pos. | Jugador                  | Equipo            | Goles |
| ---- | ------------------------ | ----------------- | ----- |
| 1    | Gustavo Ramírez          | Oaxaca            | 11    |
| 2    | Víctor Lojero            | Necaxa            | 9     |
| 3    | Jair García              | Mérida FC         | 8     |
| 4    | Roberto Nurse            | Correcaminos      | 7     |
| 5    | Leandro Carrijo da Silva | Club Celaya       | 5     |
| 6    | Rodrigo Prieto           | Delfines          | 5     |
| 7    | Ismael Valadéz           | Cruz Azul Hidalgo | 5     |
| 8    | Ismael Íñiguez           | Correcaminos      | 4     |
| 9    | Roberto Nicolás Saucedo  | Correcaminos      | 4     |
| 10   | Miguel Velázquez         | Altamira FC       | 4     |

### Máximos asistentes
Tabla de Líderes en Asistencia

| Jugador                                    | Club              | Asistencias | JJ. |
| ------------------------------------------ | ----------------- | ----------- | --- |
| Sergio Rosas                               | Correcaminos      | 2           | 2   |
| Eder Pacheco                               | Correcaminos      | 1           | 2   |
| Rodrigo Javier Noya                        | Mérida            | 1           | 1   |
| Braulio Luna                               | Cruz Azul Hidalgo | 1           | 1   |
| Raymundo Torres                            | Oaxaca            | 1           | 1   |
| Jesús Alberto Moreno                       | Oaxaca            | 1           | 1   |
|                                            |                   |             |     |
| Asist – Asistencias; Min – Minutos Jugados |                   |             |     |

### Clasificación Juego Limpio
Tabla de Clasificación de Juego Limpio

| Lugar                                | Club                                 | Tarjeta amarilla | Segunda tarjeta amarilla y expulsión · Segunda tarjeta amarilla y expulsión | Tarjeta roja directa | Puntos   |
| ------------------------------------ | ------------------------------------ | ---------------- | --------------------------------------------------------------------------- | -------------------- | -------- |
|                                      |                                      |                  |                                                                             |                      |          |
|                                      |                                      |                  |                                                                             |                      |          |
|                                      |                                      |                  |                                                                             |                      |          |
|                                      |                                      |                  |                                                                             |                      |          |
|                                      |                                      |                  |                                                                             |                      |          |
|                                      |                                      |                  |                                                                             |                      |          |
|                                      |                                      |                  |                                                                             |                      |          |
|                                      |                                      |                  |                                                                             |                      |          |
|                                      |                                      |                  |                                                                             |                      |          |
|                                      |                                      |                  |                                                                             |                      |          |
|                                      |                                      |                  |                                                                             |                      |          |
|                                      |                                      |                  |                                                                             |                      |          |
|                                      |                                      |                  |                                                                             |                      |          |
|                                      |                                      |                  |                                                                             |                      |          |
|                                      |                                      |                  |                                                                             |                      |          |
|                                      |                                      |                  |                                                                             |                      |          |
|                                      |                                      |                  |                                                                             |                      |          |
|                                      |                                      |                  |                                                                             |                      |          |
| Primera Tarjeta Amarilla             | Primera Tarjeta Amarilla             | 1 punto          | 1 punto                                                                     | 1 punto              | 1 punto  |
| Segunda Tarjeta Amarilla y Expulsión | Segunda Tarjeta Amarilla y Expulsión | 3 puntos         | 3 puntos                                                                    | 3 puntos             | 3 puntos |
| Tarjeta Roja Directa                 | Tarjeta Roja Directa                 | 3 puntos         | 3 puntos                                                                    | 3 puntos             | 3 puntos |

## Liguilla
|  | Cuartos de final                                               | Cuartos de final                                               | Cuartos de final                                               | Cuartos de final                                               | Cuartos de final                                               |   |   | Semifinales                                                    | Semifinales                                                    | Semifinales                                                    | Semifinales                                                    | Semifinales                                                    |  |   | Final                                                          | Final                                                          | Final                                                          | Final                                                          | Final                                                          |  |
|  | 13 de noviembre de 2013 (ida) 16 de noviembre de 2013 (vuelta) | 13 de noviembre de 2013 (ida) 16 de noviembre de 2013 (vuelta) | 13 de noviembre de 2013 (ida) 16 de noviembre de 2013 (vuelta) | 13 de noviembre de 2013 (ida) 16 de noviembre de 2013 (vuelta) | 13 de noviembre de 2013 (ida) 16 de noviembre de 2013 (vuelta) |   |   | 20 de noviembre de 2013 (ida) 23 de noviembre de 2013 (vuelta) | 20 de noviembre de 2013 (ida) 23 de noviembre de 2013 (vuelta) | 20 de noviembre de 2013 (ida) 23 de noviembre de 2013 (vuelta) | 20 de noviembre de 2013 (ida) 23 de noviembre de 2013 (vuelta) | 20 de noviembre de 2013 (ida) 23 de noviembre de 2013 (vuelta) |  |   | 27 de noviembre de 2013 (ida) 30 de noviembre de 2013 (vuelta) | 27 de noviembre de 2013 (ida) 30 de noviembre de 2013 (vuelta) | 27 de noviembre de 2013 (ida) 30 de noviembre de 2013 (vuelta) | 27 de noviembre de 2013 (ida) 30 de noviembre de 2013 (vuelta) | 27 de noviembre de 2013 (ida) 30 de noviembre de 2013 (vuelta) |  |
|  |                                                                |                                                                |                                                                |                                                                |                                                                |   |   |                                                                |                                                                |                                                                |                                                                |                                                                |  |   |                                                                |                                                                |                                                                |                                                                |                                                                |  |
|  |                                                                |                                                                |                                                                |                                                                |                                                                |   |   |                                                                |                                                                |                                                                |                                                                |                                                                |  |   |                                                                |                                                                |                                                                |                                                                |                                                                |  |
|  | 2                                                              | Necaxa                                                         | 2                                                              | 2                                                              | 4                                                              |   |   |                                                                |                                                                |                                                                |                                                                |                                                                |  |   |                                                                |                                                                |                                                                |                                                                |                                                                |  |
|  | 2                                                              | Necaxa                                                         | 2                                                              | 2                                                              | 4                                                              |   |   |                                                                |                                                                |                                                                |                                                                |                                                                |  |   |                                                                |                                                                |                                                                |                                                                |                                                                |  |
|  | 7                                                              | Atlético de San Luis                                           | 0                                                              | 0                                                              | 0                                                              |   |   |                                                                |                                                                |                                                                |                                                                |                                                                |  |   |                                                                |                                                                |                                                                |                                                                |                                                                |  |
|  | 7                                                              | Atlético de San Luis                                           | 0                                                              | 0                                                              | 0                                                              |   | 2 | Necaxa                                                         | 4                                                              | 3                                                              | 7                                                              |                                                                |  |   |                                                                |                                                                |                                                                |                                                                |                                                                |  |
|  |                                                                |                                                                |                                                                |                                                                |                                                                |   | 2 | Necaxa                                                         | 4                                                              | 3                                                              | 7                                                              |                                                                |  |   |                                                                |                                                                |                                                                |                                                                |                                                                |  |
|  |                                                                |                                                                | 3                                                              | Delfines                                                       | 0                                                              | 0 | 0 |                                                                |                                                                |                                                                |                                                                |                                                                |  |   |                                                                |                                                                |                                                                |                                                                |                                                                |  |
|  | 3                                                              | Delfines                                                       | 3                                                              | Delfines                                                       | 0                                                              | 0 | 0 | 1                                                              | 3                                                              | 4                                                              |                                                                |                                                                |  |   |                                                                |                                                                |                                                                |                                                                |                                                                |  |
|  | 3                                                              | Delfines                                                       |                                                                |                                                                |                                                                |   |   |                                                                |                                                                | 4                                                              |                                                                |                                                                |  |   |                                                                |                                                                |                                                                |                                                                |                                                                |  |
|  | 6                                                              | Correcaminos UAT                                               | 1                                                              | 1                                                              | 2                                                              |   |   |                                                                |                                                                |                                                                |                                                                |                                                                |  |   |                                                                |                                                                |                                                                |                                                                |                                                                |  |
|  | 6                                                              | Correcaminos UAT                                               | 1                                                              | 1                                                              | 2                                                              |   |   |                                                                |                                                                |                                                                |                                                                |                                                                |  | 2 | Necaxa                                                         | 0                                                              | 1                                                              | 1                                                              |                                                                |  |
|  |                                                                |                                                                |                                                                |                                                                |                                                                |   |   |                                                                |                                                                |                                                                |                                                                |                                                                |  | 2 | Necaxa                                                         | 0                                                              | 1                                                              | 1                                                              |                                                                |  |
|  |                                                                |                                                                | 5                                                              | Leones Negros                                                  | 1                                                              | 1 | 2 |                                                                |                                                                |                                                                |                                                                |                                                                |  |   |                                                                |                                                                |                                                                |                                                                |                                                                |  |
|  |                                                                |                                                                | 5                                                              | Leones Negros                                                  | 1                                                              | 1 | 2 |                                                                |                                                                |                                                                |                                                                |                                                                |  |   |                                                                |                                                                |                                                                |                                                                |                                                                |  |
|  |                                                                |                                                                |                                                                |                                                                |                                                                |   |   |                                                                |                                                                |                                                                |                                                                |                                                                |  |   |                                                                |                                                                |                                                                |                                                                |                                                                |  |
|  |                                                                |                                                                |                                                                |                                                                |                                                                |   |   |                                                                |                                                                |                                                                |                                                                |                                                                |  |   |                                                                |                                                                |                                                                |                                                                |                                                                |  |
|  |                                                                | 1                                                              | Oaxaca                                                         | 0                                                              | 2                                                              | 2 |   |                                                                |                                                                |                                                                |                                                                |                                                                |  |   |                                                                |                                                                |                                                                |                                                                |                                                                |  |
|  |                                                                |                                                                |                                                                |                                                                |                                                                | 2 |   |                                                                |                                                                |                                                                |                                                                |                                                                |  |   |                                                                |                                                                |                                                                |                                                                |                                                                |  |
|  |                                                                |                                                                | 5                                                              | Leones Negros                                                  | 1                                                              | 2 | 3 |                                                                |                                                                |                                                                |                                                                |                                                                |  |   |                                                                |                                                                |                                                                |                                                                |                                                                |  |
|  | 4                                                              | Mérida                                                         | 5                                                              | Leones Negros                                                  | 1                                                              | 2 | 3 | 0                                                              | 2                                                              | 2                                                              |                                                                |                                                                |  |   |                                                                |                                                                |                                                                |                                                                |                                                                |  |
|  | 4                                                              | Mérida                                                         |                                                                |                                                                |                                                                |   |   |                                                                |                                                                | 2                                                              |                                                                |                                                                |  |   |                                                                |                                                                |                                                                |                                                                |                                                                |  |
|  | 5                                                              | Leones Negros                                                  | 5                                                              | 0                                                              | 5                                                              |   |   |                                                                |                                                                |                                                                |                                                                |                                                                |  |   |                                                                |                                                                |                                                                |                                                                |                                                                |  |
|  | 5                                                              | Leones Negros                                                  | 5                                                              | 0                                                              | 5                                                              |   |   |                                                                |                                                                |                                                                |                                                                |                                                                |  |   |                                                                |                                                                |                                                                |                                                                |                                                                |  |
|  |                                                                |                                                                |                                                                |                                                                |                                                                |   |   |                                                                |                                                                |                                                                |                                                                |                                                                |  |   |                                                                |                                                                |                                                                |                                                                |                                                                |  |

- Leones Negros, campeón de este torneo, se enfrentó a Estudiantes, campeón del Clausura 2014, en la Final de Ascenso 2013-14.

## Cuartos de final

### Necaxa-Atlético San Luis
| 13 de noviembre 17:00 | Atlético San Luis | 0-2 | Necaxa | Alfonso Lastras, San Luis Potosí, San Luis Potosí |  |

| 16 de noviembre 20:00              | Necaxa | 2-0 | Atlético San Luis | Estadio Victoria, Aguascalientes |  |
| Necaxa avanza a Semifinales (4-0). |        |     |                   |                                  |  |

### Delfines-Correcaminos UAT
| 13 de noviembre 19:00 | Correcaminos UAT | 1-1 | Delfines | Marte R. Gómez, Ciudad Victoria |  |
|                       | 1                |     | 1        |                                 |  |

| 16 de noviembre 18:00                | Delfines | 3-1 | Correcaminos UAT | Unidad Deportiva Campus II, Ciudad del Carmen, Campeche |  |
| Delfines avanza a semifinales (4-2). |          |     |                  |                                                         |  |

### Mérida-Leones Negros
| 13 de noviembre 21:00 | Leones Negros | 5-0 | Mérida | Jalisco, Guadalajara, Jalisco |  |

| 16 de noviembre 16:00                     | Mérida | 2-0 | Leones Negros | Carlos Iturralde Rivero, Mérida, Yucatán |  |
| Leones Negros avanza a semifinales (5-2). |        |     |               |                                          |  |

## Semifinales

### Oaxaca-Leones Negros de la UDG
| 20 de noviembre 18:30 | Leones Negros | 1-0 | Oaxaca | Jalisco, Guadalajara |  |

| 23 de noviembre 17:00               | Oaxaca | 2-2 | Leones Negros | Benito Juárez, Oaxaca de Juárez |  |
| Leones Negros avanza a la final 3-2 |        |     |               |                                 |  |

### Necaxa-Delfines
| 20 de noviembre 20:30 | Delfines | 0-4 | Necaxa | Unidad Deportiva Campus II, Ciudad del Carmen, Campeche |  |

| 23 de noviembre 20:00         | Necaxa | 3-0 | Delfines | Estadio Victoria, Aguascalientes |  |
| Necaxa avanza a la final 7-0. |        |     |          |                                  |  |

## Final

### Necaxa-Leones Negros
| 27 de noviembre, 20:00 | Leones Negros | 1-0     | Necaxa | Estadio Jalisco, Guadalajara                                           |                                                                        |
|                        | José Cruz 55' | Reporte |        | Asistencia: 52,230 espectadores Árbitro(s): Quetzalli Alvarado Godínez | Asistencia: 52,230 espectadores Árbitro(s): Quetzalli Alvarado Godínez |

| 30 de noviembre 20:00                           | Necaxa | 1-1 | Leones Negros | Estadio Victoria, Aguascalientes |  |
| Leones Negros campeón del Torneo Apertura 2013. |        |     |               |                                  |  |

#### Final - Ida
| 20    | POR   | Humberto Hernández        |     |
| 4     | DEF   | Luis Daniel Cano          |     |
| 14    | DEF   | José Wenceslao Díaz       | 42' |
| 5     | DEF   | Josué Castillejos         |     |
| 6     | DEF   | Rodrigo Folle             |     |
| 21    | MED   | Manuel Gómez Mora         |     |
| 23    | MED   | Jesús Alejandro Palacios  |     |
| 22    | MED   | Efrén Mendoza             | 71' |
| 8     | MED   | César Evaristo Valdovinos |     |
| 28    | DEL   | Edgar González            |     |
| 27    | DEL   | José Cruz Gutiérrez       | 79' |
| D. T. | D. T. | Alfonso Sosa              |     |

| 51    | POR   | Iván Vázquez Mellado  |     |
| 2     | DEF   | José Joaquín Martínez |     |
| 3     | DEF   | Luis Francisco García |     |
| 4     | DEF   | Horacio Cervantes     |     |
| 5     | DEF   | Luis Alberto Padilla  |     |
| 6     | DEF   | Marvin de la Cruz     |     |
| 7     | MED   | Michel Gibrant García |     |
| 8     | MED   | Luis Ernesto Pérez    |     |
| 9     | MED   | Sonny Guadarrama      | 75' |
| 10    | DEL   | Jonatas Goncalves     | 62' |
| 11    | DEL   | Víctor Hugo Lojero    | 86' |
| D. T. | D. T. | Armando González      |     |

| 3  | Defensa        | Marcelo Alatorre    | 42' |
| 29 | Centrocampista | Vihanney Hiram Ruiz | 71' |
| 15 | Defensa        | Jesús Fidel Vázquez | 79' |

| 38 | Centrocampista | Jesús Antonio Isijara    | 62' |
| 53 | Centrocampista | Everaldo Vergne de Assis | 75' |
| 50 | Delantero      | Eduardo Lillingston      | 86' |

| 55' | José Cruz Gutiérrez | 1:0 |

| 29' · 37' | José Cruz Gutiérrez Luis Daniel Cano |

| 34' · 64' | Luis Ernesto Pérez Sonny Guadarrama |

| Principal  | Quetzalli Alvarado Godinez |
| Asistentes | Miguel Ángel Reynoso Arce  |
|            | Mario Nieves Reyes         |
| Cuarto     | Fernando Hernández Gómez   |
| Quinto     | Antonio López Chávez       |

|                    |     |     |
| Tiros              | 8   | 6   |
| Tiros a puerta     | 11  | 9   |
| Faltas             | 8   | 9   |
| Saques de esquina  | 4   | 3   |
| Penaltis           | 0   | 0   |
| Fueras de juego    | 7   | 9   |
| Posesión del balón | 57% | 43% |

| Alineación inicial |

| 20    | POR   | Humberto Hernández        |     |
| 4     | DEF   | Luis Daniel Cano          |     |
| 14    | DEF   | José Wenceslao Díaz       | 42' |
| 5     | DEF   | Josué Castillejos         |     |
| 6     | DEF   | Rodrigo Folle             |     |
| 21    | MED   | Manuel Gómez Mora         |     |
| 23    | MED   | Jesús Alejandro Palacios  |     |
| 22    | MED   | Efrén Mendoza             | 71' |
| 8     | MED   | César Evaristo Valdovinos |     |
| 28    | DEL   | Edgar González            |     |
| 27    | DEL   | José Cruz Gutiérrez       | 79' |
| D. T. | D. T. | Alfonso Sosa              |     |

| 51    | POR   | Iván Vázquez Mellado  |     |
| 2     | DEF   | José Joaquín Martínez |     |
| 3     | DEF   | Luis Francisco García |     |
| 4     | DEF   | Horacio Cervantes     |     |
| 5     | DEF   | Luis Alberto Padilla  |     |
| 6     | DEF   | Marvin de la Cruz     |     |
| 7     | MED   | Michel Gibrant García |     |
| 8     | MED   | Luis Ernesto Pérez    |     |
| 9     | MED   | Sonny Guadarrama      | 75' |
| 10    | DEL   | Jonatas Goncalves     | 62' |
| 11    | DEL   | Víctor Hugo Lojero    | 86' |
| D. T. | D. T. | Armando González      |     |

| 3  | Defensa        | Marcelo Alatorre    | 42' |
| 29 | Centrocampista | Vihanney Hiram Ruiz | 71' |
| 15 | Defensa        | Jesús Fidel Vázquez | 79' |

| 38 | Centrocampista | Jesús Antonio Isijara    | 62' |
| 53 | Centrocampista | Everaldo Vergne de Assis | 75' |
| 50 | Delantero      | Eduardo Lillingston      | 86' |

| 55' | José Cruz Gutiérrez | 1:0 |

| 29' · 37' | José Cruz Gutiérrez Luis Daniel Cano |

| 34' · 64' | Luis Ernesto Pérez Sonny Guadarrama |

| Principal  | Quetzalli Alvarado Godinez |
| Asistentes | Miguel Ángel Reynoso Arce  |
|            | Mario Nieves Reyes         |
| Cuarto     | Fernando Hernández Gómez   |
| Quinto     | Antonio López Chávez       |

|                    |     |     |
| Tiros              | 8   | 6   |
| Tiros a puerta     | 11  | 9   |
| Faltas             | 8   | 9   |
| Saques de esquina  | 4   | 3   |
| Penaltis           | 0   | 0   |
| Fueras de juego    | 7   | 9   |
| Posesión del balón | 57% | 43% |

| Alineación inicial |

| 20    | POR   | Humberto Hernández        |     |
| 4     | DEF   | Luis Daniel Cano          |     |
| 14    | DEF   | José Wenceslao Díaz       | 42' |
| 5     | DEF   | Josué Castillejos         |     |
| 6     | DEF   | Rodrigo Folle             |     |
| 21    | MED   | Manuel Gómez Mora         |     |
| 23    | MED   | Jesús Alejandro Palacios  |     |
| 22    | MED   | Efrén Mendoza             | 71' |
| 8     | MED   | César Evaristo Valdovinos |     |
| 28    | DEL   | Edgar González            |     |
| 27    | DEL   | José Cruz Gutiérrez       | 79' |
| D. T. | D. T. | Alfonso Sosa              |     |

| 51    | POR   | Iván Vázquez Mellado  |     |
| 2     | DEF   | José Joaquín Martínez |     |
| 3     | DEF   | Luis Francisco García |     |
| 4     | DEF   | Horacio Cervantes     |     |
| 5     | DEF   | Luis Alberto Padilla  |     |
| 6     | DEF   | Marvin de la Cruz     |     |
| 7     | MED   | Michel Gibrant García |     |
| 8     | MED   | Luis Ernesto Pérez    |     |
| 9     | MED   | Sonny Guadarrama      | 75' |
| 10    | DEL   | Jonatas Goncalves     | 62' |
| 11    | DEL   | Víctor Hugo Lojero    | 86' |
| D. T. | D. T. | Armando González      |     |

| 3  | Defensa        | Marcelo Alatorre    | 42' |
| 29 | Centrocampista | Vihanney Hiram Ruiz | 71' |
| 15 | Defensa        | Jesús Fidel Vázquez | 79' |

| 38 | Centrocampista | Jesús Antonio Isijara    | 62' |
| 53 | Centrocampista | Everaldo Vergne de Assis | 75' |
| 50 | Delantero      | Eduardo Lillingston      | 86' |

| 55' | José Cruz Gutiérrez | 1:0 |

| 29' · 37' | José Cruz Gutiérrez Luis Daniel Cano |

| 34' · 64' | Luis Ernesto Pérez Sonny Guadarrama |

| Principal  | Quetzalli Alvarado Godinez |
| Asistentes | Miguel Ángel Reynoso Arce  |
|            | Mario Nieves Reyes         |
| Cuarto     | Fernando Hernández Gómez   |
| Quinto     | Antonio López Chávez       |

|                    |     |     |
| Tiros              | 8   | 6   |
| Tiros a puerta     | 11  | 9   |
| Faltas             | 8   | 9   |
| Saques de esquina  | 4   | 3   |
| Penaltis           | 0   | 0   |
| Fueras de juego    | 7   | 9   |
| Posesión del balón | 57% | 43% |

| Alineación inicial |

| 20    | POR   | Humberto Hernández        |     |
| 4     | DEF   | Luis Daniel Cano          |     |
| 14    | DEF   | José Wenceslao Díaz       | 42' |
| 5     | DEF   | Josué Castillejos         |     |
| 6     | DEF   | Rodrigo Folle             |     |
| 21    | MED   | Manuel Gómez Mora         |     |
| 23    | MED   | Jesús Alejandro Palacios  |     |
| 22    | MED   | Efrén Mendoza             | 71' |
| 8     | MED   | César Evaristo Valdovinos |     |
| 28    | DEL   | Edgar González            |     |
| 27    | DEL   | José Cruz Gutiérrez       | 79' |
| D. T. | D. T. | Alfonso Sosa              |     |

| 51    | POR   | Iván Vázquez Mellado  |     |
| 2     | DEF   | José Joaquín Martínez |     |
| 3     | DEF   | Luis Francisco García |     |
| 4     | DEF   | Horacio Cervantes     |     |
| 5     | DEF   | Luis Alberto Padilla  |     |
| 6     | DEF   | Marvin de la Cruz     |     |
| 7     | MED   | Michel Gibrant García |     |
| 8     | MED   | Luis Ernesto Pérez    |     |
| 9     | MED   | Sonny Guadarrama      | 75' |
| 10    | DEL   | Jonatas Goncalves     | 62' |
| 11    | DEL   | Víctor Hugo Lojero    | 86' |
| D. T. | D. T. | Armando González      |     |

| 3  | Defensa        | Marcelo Alatorre    | 42' |
| 29 | Centrocampista | Vihanney Hiram Ruiz | 71' |
| 15 | Defensa        | Jesús Fidel Vázquez | 79' |

| 38 | Centrocampista | Jesús Antonio Isijara    | 62' |
| 53 | Centrocampista | Everaldo Vergne de Assis | 75' |
| 50 | Delantero      | Eduardo Lillingston      | 86' |

| 55' | José Cruz Gutiérrez | 1:0 |

| 29' · 37' | José Cruz Gutiérrez Luis Daniel Cano |

| 34' · 64' | Luis Ernesto Pérez Sonny Guadarrama |

| Principal  | Quetzalli Alvarado Godinez |
| Asistentes | Miguel Ángel Reynoso Arce  |
|            | Mario Nieves Reyes         |
| Cuarto     | Fernando Hernández Gómez   |
| Quinto     | Antonio López Chávez       |

|                    |     |     |
| Tiros              | 8   | 6   |
| Tiros a puerta     | 11  | 9   |
| Faltas             | 8   | 9   |
| Saques de esquina  | 4   | 3   |
| Penaltis           | 0   | 0   |
| Fueras de juego    | 7   | 9   |
| Posesión del balón | 57% | 43% |

| Alineación inicial |

#### Final - Vuelta
| 51    | POR   | Iván Vázquez Mellado |     |
| 43    | DEF   | Daniel Cervantes     |     |
| 44    | DEF   | Luis Padilla         | 70' |
| 55    | DEF   | Marvin de la Cruz    | 55' |
| 60    | DEF   | Horacio Cervantes    |     |
| 47    | MED   | Luis Ernesto Pérez   |     |
| 52    | MED   | Sonny Guadarrama     |     |
| 58    | MED   | José Martínez        |     |
| 63    | MED   | Michel García        | 63' |
| 36    | DEL   | Jonatas Goncalves    |     |
| 39    | DEL   | Victor Lojero        |     |
| D. T. | D. T. | Armando González     |     |

| 20    | POR   | Humberto Hernández |     |
| 4     | DEF   | Luis Cano          |     |
| 6     | DEF   | Rodrigo Follé      |     |
| 14    | DEF   | Wenceslao Díaz     |     |
| 5     | MED   | Josué Castillejos  |     |
| 7     | MED   | Diego Esqueda      |     |
| 8     | MED   | César Valdovinos   | 51' |
| 21    | MED   | Manuel Gómez       |     |
| 23    | MED   | Jesús Palacios     |     |
| 27    | DEL   | José Gutiérrez     | 78' |
| 28    | DEL   | Edgar González     | 84' |
| D. T. | D. T. | Alfonso Sosa       |     |

| 38 | Centrocampista | Jesús Isijara       | 56' |
| 50 | Delantero      | Eduardo Lillingston | 63' |
| 37 | Centrocampista | Carlos Hurtado      | 70' |

| 22 | Centrocampista | Efrén Mendoza     | 51' |
| 26 | Defensa        | Jairo González    | 78' |
| 31 | Delantero      | Gabriel Rodríguez | 84' |

| 86' | Jonatas Goncalves | 1:1 |

| 56' | José Gutiérrez | 0:1 |

| 34' · 80' | Marvin de la Cruz Luis Ernesto Pérez |

| 16' · 49' · 68' · 70' · 87' | Josué Castillejos Manuel Gómez Edgar González Humberto Hernández Jesús Palacios |

| Principal  | Eduardo Galván    |
| Asistentes | Bandera de México |
|            | Bandera de México |
| Cuarto     | Bandera de México |

|                    |   |   |
| Tiros              | - | - |
| Tiros a puerta     | - | - |
| Faltas             | - | - |
| Saques de esquina  | - | - |
| Penaltis           | - | - |
| Fueras de juego    | - | - |
| Posesión del balón | % | % |

| Alineación inicial |

| 51    | POR   | Iván Vázquez Mellado |     |
| 43    | DEF   | Daniel Cervantes     |     |
| 44    | DEF   | Luis Padilla         | 70' |
| 55    | DEF   | Marvin de la Cruz    | 55' |
| 60    | DEF   | Horacio Cervantes    |     |
| 47    | MED   | Luis Ernesto Pérez   |     |
| 52    | MED   | Sonny Guadarrama     |     |
| 58    | MED   | José Martínez        |     |
| 63    | MED   | Michel García        | 63' |
| 36    | DEL   | Jonatas Goncalves    |     |
| 39    | DEL   | Victor Lojero        |     |
| D. T. | D. T. | Armando González     |     |

| 20    | POR   | Humberto Hernández |     |
| 4     | DEF   | Luis Cano          |     |
| 6     | DEF   | Rodrigo Follé      |     |
| 14    | DEF   | Wenceslao Díaz     |     |
| 5     | MED   | Josué Castillejos  |     |
| 7     | MED   | Diego Esqueda      |     |
| 8     | MED   | César Valdovinos   | 51' |
| 21    | MED   | Manuel Gómez       |     |
| 23    | MED   | Jesús Palacios     |     |
| 27    | DEL   | José Gutiérrez     | 78' |
| 28    | DEL   | Edgar González     | 84' |
| D. T. | D. T. | Alfonso Sosa       |     |

| 38 | Centrocampista | Jesús Isijara       | 56' |
| 50 | Delantero      | Eduardo Lillingston | 63' |
| 37 | Centrocampista | Carlos Hurtado      | 70' |

| 22 | Centrocampista | Efrén Mendoza     | 51' |
| 26 | Defensa        | Jairo González    | 78' |
| 31 | Delantero      | Gabriel Rodríguez | 84' |

| 86' | Jonatas Goncalves | 1:1 |

| 56' | José Gutiérrez | 0:1 |

| 34' · 80' | Marvin de la Cruz Luis Ernesto Pérez |

| 16' · 49' · 68' · 70' · 87' | Josué Castillejos Manuel Gómez Edgar González Humberto Hernández Jesús Palacios |

| Principal  | Eduardo Galván    |
| Asistentes | Bandera de México |
|            | Bandera de México |
| Cuarto     | Bandera de México |

|                    |   |   |
| Tiros              | - | - |
| Tiros a puerta     | - | - |
| Faltas             | - | - |
| Saques de esquina  | - | - |
| Penaltis           | - | - |
| Fueras de juego    | - | - |
| Posesión del balón | % | % |

| Alineación inicial |

| 51    | POR   | Iván Vázquez Mellado |     |
| 43    | DEF   | Daniel Cervantes     |     |
| 44    | DEF   | Luis Padilla         | 70' |
| 55    | DEF   | Marvin de la Cruz    | 55' |
| 60    | DEF   | Horacio Cervantes    |     |
| 47    | MED   | Luis Ernesto Pérez   |     |
| 52    | MED   | Sonny Guadarrama     |     |
| 58    | MED   | José Martínez        |     |
| 63    | MED   | Michel García        | 63' |
| 36    | DEL   | Jonatas Goncalves    |     |
| 39    | DEL   | Victor Lojero        |     |
| D. T. | D. T. | Armando González     |     |

| 20    | POR   | Humberto Hernández |     |
| 4     | DEF   | Luis Cano          |     |
| 6     | DEF   | Rodrigo Follé      |     |
| 14    | DEF   | Wenceslao Díaz     |     |
| 5     | MED   | Josué Castillejos  |     |
| 7     | MED   | Diego Esqueda      |     |
| 8     | MED   | César Valdovinos   | 51' |
| 21    | MED   | Manuel Gómez       |     |
| 23    | MED   | Jesús Palacios     |     |
| 27    | DEL   | José Gutiérrez     | 78' |
| 28    | DEL   | Edgar González     | 84' |
| D. T. | D. T. | Alfonso Sosa       |     |

| 38 | Centrocampista | Jesús Isijara       | 56' |
| 50 | Delantero      | Eduardo Lillingston | 63' |
| 37 | Centrocampista | Carlos Hurtado      | 70' |

| 22 | Centrocampista | Efrén Mendoza     | 51' |
| 26 | Defensa        | Jairo González    | 78' |
| 31 | Delantero      | Gabriel Rodríguez | 84' |

| 86' | Jonatas Goncalves | 1:1 |

| 56' | José Gutiérrez | 0:1 |

| 34' · 80' | Marvin de la Cruz Luis Ernesto Pérez |

| 16' · 49' · 68' · 70' · 87' | Josué Castillejos Manuel Gómez Edgar González Humberto Hernández Jesús Palacios |

| Principal  | Eduardo Galván    |
| Asistentes | Bandera de México |
|            | Bandera de México |
| Cuarto     | Bandera de México |

|                    |   |   |
| Tiros              | - | - |
| Tiros a puerta     | - | - |
| Faltas             | - | - |
| Saques de esquina  | - | - |
| Penaltis           | - | - |
| Fueras de juego    | - | - |
| Posesión del balón | % | % |

| Alineación inicial |

| 51    | POR   | Iván Vázquez Mellado |     |
| 43    | DEF   | Daniel Cervantes     |     |
| 44    | DEF   | Luis Padilla         | 70' |
| 55    | DEF   | Marvin de la Cruz    | 55' |
| 60    | DEF   | Horacio Cervantes    |     |
| 47    | MED   | Luis Ernesto Pérez   |     |
| 52    | MED   | Sonny Guadarrama     |     |
| 58    | MED   | José Martínez        |     |
| 63    | MED   | Michel García        | 63' |
| 36    | DEL   | Jonatas Goncalves    |     |
| 39    | DEL   | Victor Lojero        |     |
| D. T. | D. T. | Armando González     |     |

| 20    | POR   | Humberto Hernández |     |
| 4     | DEF   | Luis Cano          |     |
| 6     | DEF   | Rodrigo Follé      |     |
| 14    | DEF   | Wenceslao Díaz     |     |
| 5     | MED   | Josué Castillejos  |     |
| 7     | MED   | Diego Esqueda      |     |
| 8     | MED   | César Valdovinos   | 51' |
| 21    | MED   | Manuel Gómez       |     |
| 23    | MED   | Jesús Palacios     |     |
| 27    | DEL   | José Gutiérrez     | 78' |
| 28    | DEL   | Edgar González     | 84' |
| D. T. | D. T. | Alfonso Sosa       |     |

| 38 | Centrocampista | Jesús Isijara       | 56' |
| 50 | Delantero      | Eduardo Lillingston | 63' |
| 37 | Centrocampista | Carlos Hurtado      | 70' |

| 22 | Centrocampista | Efrén Mendoza     | 51' |
| 26 | Defensa        | Jairo González    | 78' |
| 31 | Delantero      | Gabriel Rodríguez | 84' |

| 86' | Jonatas Goncalves | 1:1 |

| 56' | José Gutiérrez | 0:1 |

| 34' · 80' | Marvin de la Cruz Luis Ernesto Pérez |

| 16' · 49' · 68' · 70' · 87' | Josué Castillejos Manuel Gómez Edgar González Humberto Hernández Jesús Palacios |

| Principal  | Eduardo Galván    |
| Asistentes | Bandera de México |
|            | Bandera de México |
| Cuarto     | Bandera de México |

|                    |   |   |
| Tiros              | - | - |
| Tiros a puerta     | - | - |
| Faltas             | - | - |
| Saques de esquina  | - | - |
| Penaltis           | - | - |
| Fueras de juego    | - | - |
| Posesión del balón | % | % |

| Alineación inicial |

|                                  |
| Leones Negros Campeón 1º título. |

| Predecesor: Clausura 2013 | Temporadas de la Liga de Ascenso de México Apertura 2013 | Sucesor: Clausura 2014 |